# Kővágószőlős
Kővágószőlős es un pueblo ubicado en el distrito de Pécs, en el condado de Baranya, Hungría.

## Superficie
Posee una superficie de 18,25 kilómetros cuadrados.

## Demografía
Hasta 2019 la población era de 1256 habitantes, con una densidad de población de 68,82 habitantes por kilómetro cuadrado.